# 淡水漁人碼頭站
淡水漁人碼頭站位於新北市淡水區，是淡海輕軌藍海線的車站。

## 車站構造
- 本站為藍海線第一階段的端點站，亦為目前淡海輕軌營運中路線上，唯二有設置詢問處及廁所等旅客設施的車站之一。（另一站為紅樹林站）
- 由於本站設站位置並非在藍海線主要路廊（中正路二段）上，與藍海線主線須經由車站東側之道岔銜接，道岔南側預留有銜接藍海線第二階段的岔口。
- 規劃中的藍海線第二階段亦會由本站銜接，但由於現行站體東側僅有設置銜接北向（往沙崙站）的道岔，後續藍海線第二階段的候車月台及站體僅能以另行新建的方式辦理，無法與目前營運中站體共用。

### 月台配置
| 地面                   |                                              |
| 一月台                 | 淡海輕軌 往紅樹林方向（V27 沙崙站）→         |
| 島式月台，左／右側開門 |                                              |
| 二月台                 | 淡海輕軌 往紅樹林方向（V27 沙崙站）→         |
| 出入口                 | 出入口 詢問處、洗手間、自動販賣機 (站外設置) |

## 利用狀況
| 年   | 年間   | 年間    | 年間     | 年間     | 1日平均 | 1日平均 |
| 年   | 上車   | 下車    | 上下車計 | 來源     | 上車    | 上下車  |
| ---- | ------ | ------- | -------- | -------- | ------- | ------- |
| 2020 | 67,000 | 103,000 | 170,000  | [ 註 1 ] | 1,426   | 3,617   |

## 車站周邊
- 淡水漁人碼頭
- 福容大飯店(淡水漁人碼頭)
- 麗寶漁人碼頭廣場
- 新北市公共自行車租賃系統
  - 輕軌漁人碼頭站
- 情人橋
- 淡水河
- 淡江大橋（建設中）

## 公車資訊
| 編號 | 經營業者 | 區間                 | 備註 |
| ---- | -------- | -------------------- | ---- |
| 紅26 | 指南客運 | 漁人碼頭－捷運淡水站 |      |

## 歷史
- 淡海輕軌藍海線第一期路網於2020年11月15日下午兩點正式營運[3]。

## 腳註

### 備註
1. ↑  109年新北市捷運統計年報（來源：新北捷運公司。2020年11月15日營運開始，運量平均從此日開始計47天）[2]

## 外部連結
- 新北大眾捷運股份有限公司 （页面存档备份，存于）
- 新北市政府捷運工程局 （页面存档备份，存于）